# Jakob der Notar
Jakob der Notar (* um 410 in Karkâ de Adsâ (dabei handelt es sich möglicherweise um Şanlıurfa) in Mesopotamien, damals Teil des Sassanidenreichs; † um 430 in Slik charôbtâ (vermutlich eine damalige Ruinenstätte) bei Seleukia-Ktesiphon in Persien, nahe dem heutigen Bagdad im Irak), syrisch ܝܥܩܘܒ ܢܘܛܪܐ, transliteriert Yaʾqōḇ nōṭārā oder Yaʿqōb Noṭaro, englisch Jacob the notary oder James the notary, französisch Jacques le notaire, war ein christlicher Märtyrer.

## Überlieferung
Die Überlieferung betreffend Jakob ist im Wesentlichen durch seine Märtyrer-Akten gegeben, die vom Mönch Abgar in einem Kloster nahe Ktesiphon um die Mitte des fünften Jahrhunderts herum verfasst wurden; in diesem Artikel wird die unten angegebene Übersetzung von Oskar Braun verwendet, die auf der Sammlung von Paul Bedjan basiert, die eine bearbeitete Fassung der Akte enthält. Abgars Akten bilden einen Zyklus von vier Heiligenviten, nämlich als bekanntestem Bericht über Narsai, ferner über Tataq, die zehn Märtyrer von Beth Garmai und als Abschluss über Jakob den Notar. 
Da es sich bei den Akten um hagiographische Schriften handelt, kann nicht jedes Detail daraus als historische Wahrheit angenommen werden, es finden sich darin auch legendarische Motive und propagandistische Überzeichnungen. Vor diesem Hintergrund ist auch die in den Akten erfolgende simplifizierende Gleichsetzung von Zoroastrismus mit der Anbetung von Sonne und Feuer zu betrachten. 
Tatsächlich scheint Abgar zu versuchen, einen Keil zwischen die göttlich legitimierte Staatsmacht und die Magi zu treiben, die den Zoroastrismus vertraten und den Schah berieten. Die den Zyklus abschließende Jakobs-Akte ist diejenige von Abgar verfasste Vita, in der dieser Kontrast am deutlichsten hervortritt. So sagt Jakob Bahram V. in der abschließenden Verhör-Szene, dass sein Vorgänger Yazdegerd I. 22 Jahre lang in Frieden geherrscht habe, sein Leben aber endete, als er zum Christenverfolger wurde, während die zoroastrische Tradition den Tod dieses Königs auf eine Sünde gegen den Zoroastrismus zurückführt. Auch die Akten von Tataq kennen das Motiv, dass die göttliche Legitimation der Königsherrschaft bei einer Verfolgung der Christen endet. Abgar stellt es also so dar, dass Yazdegerd eine bedingte Autorität von Gott erhalten hatte, die er verwirkte, als er dem Rat der Magi folgte, so dass er von Gott bestraft wurde.
Jakobs Lebensgeschichte wird oft mit der Geschichte Jakobs des Zerschnittenen vermischt, der etwa zur selben Zeit (vermutlich am 27. November 420) ebenfalls in Persien das Martyrium erlitt. Möglicherweise handelte es sich bei Jakob dem Zerschnittenen um eine rein fiktive Figur, deren Lebensgeschichte aus der Folterszene mit dem „neunfachen Tod“ (siehe unten) in den Akten Jakobs des Notars entwickelt wurde. Es zeigen sich auch Gemeinsamkeiten zwischen den Leiden Jakobs des Zerschnittenen und denen des Peroz.
Die genaue Beschreibung der einzelnen Körperteile und des darin enthaltenen Blutes deutet darauf hin, dass der Reliquienkult schon recht entwickelt war, als Jakobs Märtyrer-Akte zusammengestellt wurde, und dass verschiedene Orte schon Anspruch darauf erhoben, im Besitz von Heiligen-Reliquien zu sein. Vermutlich standen alle Orte, die angeblich im Besitz von Reliquien der Märtyrer waren, deren Akten von Abgar stammen, in Verbindung mit dessen Kloster. Diese Texte gewähren auch einen Einblick in den Prozess der Reliquien-Sammlung und die damit verbundene Verbreitung der entsprechenden Heiligenlegende. Jakobs Mutter wird dabei mit Schamune (der Name ist biblisch nicht verbürgt), der Mutter der Makkabäischen Märtyrer (siehe 2 Makk 7,1-42  und die drastische Schilderung im 4. Buch der Makkabäer) verglichen.

## Leben und Legende

### Christenverfolgung
Nachdem das Christentum in Persien unter Yazdegerd I. lange toleriert worden war, kam es am Ende von dessen Regierungszeit zu einer zeitweiligen Christenverfolgung. Jakob war griechisch-römischer Abkunft und Notar König Bahrams V., des Nachfolgers Yazdegerds. Den Bischöfen gelang es, heimliche Treffen am Königshof abzuhalten, wo Jakob sie über die Vorhaben des Königs hinsichtlich der Christenfrage informierte und ihnen Mut zusprach. 

### Zwangsarbeit als Elefantenwärter
Schließlich wurden um 430 auch Jakob und 15 weitere Notare König Bahrams V., des Nachfolgers Yazdegerds, verhaftet. Sie wurden aufgefordert, dem Christentum abzuschwören und das Feuer und die Sonne anzubeten. Keiner der 16 ließ sich dazu veranlassen, weshalb ihr Besitz eingezogen wurde. Ihre Häuser wurden verschlossen und die Notare wurden den Winter über zur Fronarbeit als Elefantenwärter verurteilt. 

### Zwangsarbeit im Straßenbau
In der Zeit nach dem jüdischen Pessachfest zog der König gewohnheitsmäßig in kühlere Regionen seines Reiches. Die Gefangenen wurden daraufhin von den Elefanten abgezogen und mit der Ausbesserung der Straßen betraut, die der König dafür benutzen wollte. Dabei hatten sie im Gebirge über die sechs Monate des Sommerhalbjahres hinweg Bäume zu fällen und Steine auszugraben. Der König fragte sie des Öfteren, warum sie sich für dieses Schicksal entschieden hätten und nicht ihre vorherige ehrenvolle Stellung vorgezogen hätten. Sie antworteten ihm, dass sie jede Arbeit, die er ihnen auftragen werde, als Ehre betrachten, sich aber keinesfalls vom Christentum abkehren würden. 

### Verschärfung der Bedingungen
Zur Zeit des Monats Tischri reiste der König durch das unwirtliche Holwan nach Seleukia-Ktesiphon zurück. In Holwan sorgte Mihrschâpûr, einer der Hyparchen (militärischen Befehlshaber), für eine drastische Erhöhung der Arbeitsbelastung für die Gefangenen: Dazu warnte er den König, dass deren Standhaftigkeit andere davon abhalten könnte, dem Christentum den Rücken zu kehren. Bahram wies den Hyparchen auf die bereits ergriffenen Maßnahmen gegen die Häftlinge hin und fragte, was man sonst noch unternehmen solle. Mihrschâpûr erwirkte daraufhin vom König die Erlaubnis, mit den Gefangenen nach Belieben zu verfahren, nur töten durfte er sie nicht. 
Jedem Häftling wurde nun ein Soldat zugeteilt, die Soldaten erhielten wiederum einen Kommissär als gemeinsamen Vorgesetzten. Die Gefangenen wurden nun vollständig entkleidet, ihre Hände wurden auf den Rücken gebunden und sie wurden zu nächtlichen Märschen auf ungebahnten Wegen gezwungen. Sie blieben ständig nackt und gefesselt, bei nächtlicher Kälte und täglicher Hitze. Ihre Rationen, die aus Wasser und Brot bestanden, wurden auf ein Minimum reduziert. 

### Freilassung
Nach sieben Tagen waren ihre Füße von dem ungewohnten Barfußgehen stark verletzt, einige der Häftlinge waren bewusstlos und kaum von Leichen zu unterscheiden. Der Hyparch erkundigte sich bei dem Kommissär nach dem Zustand der Gefangenen und befahl ihm, diese erneut zur Anbetung der Sonne aufzufordern. Er solle ihnen drohen, sie zu Tode schleifen zu lassen, wenn sie nicht Folge leisten wollten. Diejenigen Gefangenen, die noch ansprechbar waren, erklärten sich bereit, der Aufforderung nachzukommen, die übrigen, darunter Jakob, waren nicht mehr reaktionsfähig. Nachdem der Kommissär die Antwort der Gefangenen Mihrschâpûr überbracht hatte, ordnete dieser die sofortige Freilassung aller an; den verlangten Akt der Anbetung mussten sie nicht mehr ausführen, ihre Bereitschaft war ausreichend. Sie wurden auf Lasttieren zum Winterquartier des Königs nach Seleukia gebracht und durften sich erholen. 

### Buße
Nach einigen Tagen begannen Jakob und die anderen Freigelassenen, für ihren Abfall in Sack und Asche Buße zu tun, indem sie intensiv fasteten, beteten und weinten und hielten sich fast ständig in der Kirche auf. Jakob wurde schließlich denunziert: Dem Hyparchen wurde mitgeteilt, dass der Notar sich nicht zu dem verlangten Akt der Anbetung bereit erklärt habe und dass er sich nun den genannten Bußübungen unterwerfen werde, auch dass die Christen ihn noch immer in ihrer Gemeinschaft akzeptierten und er ständig in der Bibel lese. 

### Verhör durch Mihrschâpûr
Mihrschâpûr ließ die Freigelassenen vorladen und befragte sie, zunächst ohne Jakob. Sie bestätigten, dass sie sich zum Abfall vom Christentum bereit erklärt hätten, woraufhin sie unbehelligt gehen durften. Als der Hyparch aber Jakob fragte, ob er sich zu dem Akt der Anbetung bereit erklärt habe, entgegnete dieser, dass er niemals in dieser oder anderer Weise vom Christentum abfallen werde. Jakobs Hände wurden auf den Rücken gefesselt, dann schlugen drei Männer mit Fäusten auf seinen Nacken und seine Wangen ein; sein Nacken soll so stark angeschwollen sein, dass er sich über die Wangen hinaus nach oben schob. Erneut und wiederholt forderte Mihrschâpûr Jakob auf, den christlichen Gott zu verleugnen, der ihm ja nicht helfe, und die Sonne anzubeten, die der König verehre, der sein Leben retten könne. Da dieses Verhör im Winter stattfand, war der Himmel bedeckt. Jakob fragte, wo die Sonne, die er anbeten solle, denn sei. Der Hyparch stellte die Gegenfrage, wo denn der christliche Gott sei. Jakob antwortete, Gott sei unsichtbar, offenbare sich aber in seinen Werken und den Herzen der Gläubigen. Mihrschâpûr forderte Jakob nun auf, das Feuer in dem Behälter vor ihnen anzubeten, wenn er sich denn darauf herausrede, dass die Sonne momentan nicht sichtbar sei. Jakob forderte den Hyparchen auf, den Behälter in den Regen zu stellen. Wenn der Regen das Feuer nicht auslösche, so sei es der Anbetung würdig, wenn er es auslösche, so sei es nur als Geschöpf und Diener des Menschen anzusehen. Auf die Aufforderung Mihrschâpûrs, nicht zu verlästern, was der König anbete, reagierte Jakob mit der Aufforderung, der König solle Gott anbeten, dem er sein Amt verdanke. 

### Verhör durch Bahram
Jakob wurde ins Gefängnis geworfen; der Hyparch meldete sein Verhalten dem König, der ihn nun selbst verhörte. Auch dieser fragte ihn, ob er den christlichen Glauben nicht verleugnet habe. Jakob entgegnete auch hier, dass er seinen Glauben niemals verleugnen werde. Der König drohte ihm mit Folter. Jakob erbat Redeerlaubnis und versuchte nun angeblich, den König von seiner christenfeindlichen Politik abzubringen: Er wies Bahram auf die erfolgreiche Regierung seines Vaters hin, die genau so lange angedauert habe, wie er die Christen förderte. Als Yazdegerd aber zur Verfolgung der Christen überging, sei er auf schändliche Weise zu Tode gekommen. (Die Legende behauptet, der König sei beim Zureiten eines plötzlich aufgetauchten Schimmels verschollen.) Jakob drohte Bahram mit einem ähnlichen Ende. So wurde Jakob im Jahre 430 vom König zum Tode verurteilt. Das Urteil lautete auf neunfache Todesstrafe, der König verfasste eine Urkunde, in der die Vorgehensweise dabei erläutert wurde.

### „Neunfacher Tod“
Jakob wurde nach Slik charôbtâ (vermutlich eine Ruinenstätte bei Seleukia) geführt und erneut, mit dem Angebot der Amnestie, aufgefordert, die Sonne anzubeten. Jakob lehnte ab, er wollte, wie er sagte, sein ewiges Leben nicht für das zeitliche aufs Spiel setzen. So folgte die „neunfache Hinrichtung“ durch Abschneiden verschiedener Körperteile:
1. Die Finger. Jakob wurde danach gefragt, ob er nun verleugne. Er weigerte sich.
2. Die Zehen.
3. Die Hände.
4. Die Füße. Erneut gefragt, ob er verleugnen wolle, forderte Jakob die Henker auf, dem König mit seinen abgetrennten Händen ins Gesicht zu schlagen und den Hyparchen mit den Füßen, damit er sich schäme.
5. Die Unterarme.
6. Die Unterschenkel. Angeblich zeigte Jakob während der Verstümmelungen keine Anzeichen von Schmerz und schrie nicht. Er wurde hingesetzt und erneut zur Verleugnung aufgefordert. Er bekannte stattdessen Christus.
7. Die Ohren.
8. Die Nase.
9. Der Kopf, womit der Tod eintrat.

### Leichnam
Seine Leiche wurde so abgelegt, dass sie angeblich von streunenden Hunden und Vögeln gefressen werden sollte. Anderen Christen gelang es, die Hände und Füße zu bergen. Sein Körper wurde der überlieferten Erzählung nach von Soldaten bewacht, um die Bergung der übrigen Körperteile zu verhindern. 
Mit einem Täuschungsmanöver gelang es aber römischen Kaufleuten, die Leiche zu entwenden: Sie berichteten zunächst einigen Christen, die aus ihrer Heimatstadt vertrieben wurden, und sich nun in Seleukia aufhielten, darunter der angebliche Autor der Märtyrerakten, ein Geistlicher, von der Bewachung des Leichnams. Sie baten den Geistlichen um Erlaubnis, die Wachen täuschen zu dürfen, indem sie sich als Boten des Hyparchen verkleideten und behaupteten, Mihrschâpûr habe sie als Aufseher über die Wachen gesetzt, um zu verhindern, dass diese den Körper an die Christen verkaufen würden. Der Geistliche befand, dass es sich bei der Täuschung um keine Sünde handele, da Gott ihre guten Absichten kenne. Vier der Kaufleute führten den Plan aus. Den Wachen gegenüber behaupteten sie, der Hyparch habe befohlen, sie sollten nur den Vögeln erlauben, von der Leiche zu fressen, nicht aber den Hunden. Wenn sie aber Steine nach den Hunden warfen, flohen auch die Vögel. 
Nachdem sie einen Tag lang den Leichnam bewacht hatten, gaben die Kaufleute den Wachen zehn Drachmen, worauf diese in die Stadt gingen. Die Kaufleute wickelten Jakobs Kopf und Körper in Leinentücher und versteckten die Überreste in einem nahe gelegenen Gehöft. 
Einige Tage später brachten sie die Leichenteile per Schiff den Tigris entlang zu Jakobs Heimatstadt, wo sie selbige in einem kirchlichen Landgut außerhalb der Stadt versteckten. 
Jakobs Mutter, die seit langem Witwe war, wusste noch nichts von seinem Tod. Sie bereitete gerade eine prachtvolle Hochzeit für ihren Sohn vor und wollte einen Boten zu ihm an den Königshof senden, um ihn abholen zu lassen, als die Kaufleute sie über die Geschehnisse informierten. Sie soll sich über die Ehre des Martyriums ihres Sohnes gefreut haben und kleidete sich in weiß. Dann ging sie zu Saumai, dem Bischof ihrer Heimatstadt Karkâ, der die Hochzeit ausrichten sollte. Dieser wunderte sich über ihre ungewöhnlich festliche Kleidung, die sie mit der bevorstehenden Hochzeit begründete. Der Bischof wies darauf hin, dass Jakob doch noch nicht eingetroffen sei. Jakobs Mutter entgegnete, es finde sogar eine überirdische Hochzeit statt und führte Saumai zu Jakobs Überresten. Dabei nahm sie die Kleider und wohlriechenden Öle mit, welche ursprünglich für die Vermählung vorgesehen waren. Sie wurden nun für seine Beerdigung verwendet, die Saumai leitete. Jakob erhielt ein Ehrengrab. Seine Mutter stiftete ihr Vermögen, das eigentlich für die Hochzeit verwendet werden sollte, einem Hospiz, das als Heim für Witwen und Arme sowie als Krankenhaus diente.

## Gedenktag
14. Oktober im Evangelischen Namenkalender.
(Der römisch-katholische und orthodoxe Gedenktag Jakobs des Zerschnittenen, mit dessen Biographie die Jakob des Notars vermischt wird, ist der 27. November.)